# Теличенко, Иван Васильевич
Иван Васильевич Теличенко (укр. Іван Васильович Теличенко; 13 ноября 1864 — после 1905) — чиновник времен Российской империи, известен как исследователь истории украинского права, и автор ряда трудов по этой тематики. Кандидат правоведения (1887).